# 张朝锡
张朝锡（？—？），内蒙古正镶白旗人，清朝政治人物。
张朝锡曾于1887年接替甘常俊任福建永安县知县一职，1893由叶新第接任。